# Учансу-Ісар
Учансу-Ісар, Уча́н-Сув-Іса́р (крим. Uçan Suv İsar, також Зіго-Ісар — Тиха фортеця) — руїни замку XIII—XV століття, що лежать на Південному березі Криму на правому березі річки Учан-Су, за 1,5 км на схід від водоспаду Учан-Су на околиці селища Ісар. Наказом Міністерства культури і туризму України № 957/0/16-10 від 25 жовтня 2010 року (охоронний № 487-АР) «укріплення Учан-Су Ісар третьої чверті XV століття» оголошено історичною пам'яткою регіонального значення.

## Опис
Укріплення розташовується біля злиття річки Учан-Су та її притоку Барбала. Воно займає окрему вапнякову скелю. Її форма близька до трикутної, вона височіє на 25—40 м над навколишньою місцевістю. Обриви огороджували укріплення з північного боку, скеля більш-менш доступна зі сходу і півдня, де були споруджені фортечні стіни товщиною 1,5 м з бутового каменю на вапняному розчині загальною довжиною близько 50 м. Скеля в середній частині має вертикальні й нависаючі обриви заввишки 5—8 м, висотою 15—20 м. Стіна стоїть на крутому скельному косогорі, з обривами висотою до 10 м (висота ділянок, що збереглися, 3—6 м, товщина біля основи 1,4—1,5 м). Бойовий поміст, парапет та бійниці не збереглися, про них згадував Петро Кеппен. Вхід знаходився у східній стіні (високі та вузькі ворота з напівкруглою аркою). Будівлі всередині розміщувалися на двох майданчиках різної висоти: нижньому, розміром 41 на 15 м і верхньому — 20 на 25 м. Площа укріплення близько 900—950 м², житлових будівель або їх розвалів усередині фортеці не збереглося, за підрахунком вирубів у скелі верхньої тераси кількість можливих будинків визначають у 10—15.
Археологічні розкопки на городищі не проводилися, за підйомним матеріалом Віктор Миц датує укріплення XIII—XV століттям. Лев Фірсов, за різноманітністю кераміки, визначав час життя замку в широких межах — від раннього до пізнього середньовіччя. Укріплення, за сучасними уявленнями, засноване в XIII столітті — будівництво Учансу-Ісара, як і багатьох інших укріплень у той період, історики пов'язують з монгольськими вторгненнями до Криму (починаючи з 1223 року), сельджукською експансією та переходом гірського Криму до зони впливу Трапезундської імперії. Існує версія, що в XIV—XV столітті замок входив до складу князівства Феодоро і його уділ включав селища Аутка, Дерекой, печерний монастир Іограф й існував до завоювання Криму османськими військами 1475 року.

## Історія вивчення
Перше повідомлення про існування руїн на пагорбі здійснив Петро Кеппен у книзі «Про давнину південного берега Криму та гір Таврійських» 1837 року, який залишив, швидше, ліричний опис та замальовки ісара. Досить докладну розповідь про Зіго-Ісар, також із додатком малюнка воріт, залишив Василь Кондараки. Укріплення, за його словами, лежало на дорозі їх Аутки на Ай-Петринську яйлу, або до водоспаду Кремасто-Неро, висоту воріт учений вважав у 8 аршин, місткість фортеці, як притулку для жителів Аутки, визначав у 250—300 осіб, а її заснування відносив до часу «до Різдва Христового». Згадував ісар письменник і мандрівник XIX століття Євгеній Марков у книзі «Очерки Крыма». Стисло описав пам'ятник Микола Рєпніков у статті «Роботи на південному березі Криму» 1933 року, Микола Ернст як перспективний туристичний об'єкт у 1935 році відзначав греко-готську фортецю Учан-Су-Ісар. Олег Домбровський вважав, що ісар був єдиною двоповерховою будівлею, вписаною в скелю і визначав час його існування до XII—XV століття. Найповніший опис укріплення міститься в нарисі Лева Фірсова «Учан-Су — фортеця води, що летить» у посмертно виданій 1990 року книзі «Ісари. Нариси історії середньовічних фортець Південного берега Криму».